# Svizzera ai Giochi della XI Olimpiade
La Svizzera partecipò ai Giochi della XI Olimpiade, svoltisi a Berlino, Germania, dal 1º al 16 agosto 1936, con una delegazione di 190 atleti impegnati in ventuno discipline.

## Medagliere

### Per discipline
| Sport            | Oro | Argento | Bronzo | Totale |
| ---------------- | --- | ------- | ------ | ------ |
| Ginnastica       | 1   | 6       | 2      | 9      |
| Canottaggio      | 0   | 1       | 1      | 2      |
| Ciclismo         | 0   | 1       | 1      | 2      |
| Atletica leggera | 0   | 1       | 0      | 1      |
| Pallamano        | 0   | 0       | 1      | 1      |
| Totale           | 1   | 9       | 5      | 15     |

### Medaglie
| Medaglia | Atleta | Sport            | Evento                        |
| -------- | --- | ---------------- | ----------------------------- |
| Oro      | Georges Miez | Ginnastica       | Corpo libero maschile         |
| Argento  | Arthur Tell Schwab | Atletica leggera | Marcia 50 km                  |
| Argento  | Hermann Betschart Hans Homberger Alexander Homberger Karl Schmid Tim.Rolf Spring | Canottaggio      | Quattro con maschile          |
| Argento  | Ernst Nievergelt Edgar Buchwalder Kurt Ott | Ciclismo         | Corsa a squadre               |
| Argento  | Eugen Mack Michael Reusch Edi Steinemann Walter Bach Albert Bachmann Georges Miez Josef Walter Walter Beck | Ginnastica       | Concorso a squadre maschile   |
| Argento  | Eugen Mack | Ginnastica       | Concorso individuale maschile |
| Argento  | Josef Walter | Ginnastica       | Corpo libero maschile         |
| Argento  | Eugen Mack | Ginnastica       | Volteggio maschile            |
| Argento  | Michael Reusch | Ginnastica       | Parallele simmetriche         |
| Argento  | Eugen Mack | Ginnastica       | Cavallo con maniglie          |
| Bronzo   | Hermann Betschart Hans Homberger Alexander Homberger Karl Schmid | Canottaggio      | Quattro senza maschile        |
| Bronzo   | Ernst Nievergelt | Ciclismo         | Corsa in linea                |
| Bronzo   | Eugen Mack | Ginnastica       | Corpo libero maschile         |
| Bronzo   | Albert Bachmann | Ginnastica       | Cavallo con maniglie          |
| Bronzo   | Willy Gysi Robert Studer Erich Schmitt Rolf Faes Erland Herkenrath Burkhard Gantenbein Werner Meyer Max Streib Georg Mischon Ernst Hufschmid Eugen Seiterle Edy Schmid Max Bloesch Werner Scheurmann Willy Schäfer Willy Hufschmid Rudolf Wirz | Pallamano        | Torneo Maschile               |

## Risultati

### Pallacanestro
| Atleta | Classifica |
| --- | ---------- |
| V · D · M Nazionale svizzera - Pallacanestro ai Giochi della XI Olimpiade Bergmann · Carlier · Karlen · Laederach · Lambercy · Pollet · Paré · Vuilleumier · Bonardelly · Moret · Ostengo · Péclet · Stettler · All. Henri Luciri | 9°         |
| Nazionale svizzera - Pallacanestro ai Giochi della XI Olimpiade |            |
| Bergmann · Carlier · Karlen · Laederach · Lambercy · Pollet · Paré · Vuilleumier · Bonardelly · Moret · Ostengo · Péclet · Stettler · All. Henri Luciri                                                                           |            |

### Pallanuoto
| Atleta | Classifica                                                                                             |                     |
| --- | --- | ------------------- |
| V · D · M Nazionale maschile svizzera di pallanuoto · Giochi olimpici - Berlino 1936 Denzler · Gysel · Kopp · Meier · Mermoud · Vessaz · Wyss · Zirilli · Maillefer · Nobs · Walter · CT : - | 9° |                     |
| Nazionale maschile svizzera di pallanuoto · Giochi olimpici - Berlino 1936 | |                     |
| Denzler · Gysel · Kopp · Meier · Mermoud · Vessaz · Wyss · Zirilli · Maillefer · Nobs · Walter · CT: -                                                                                       | Denzler · Gysel · Kopp · Meier · Mermoud · Vessaz · Wyss · Zirilli · Maillefer · Nobs · Walter · CT: - | Svizzera (bandiera) |